# 王永慶 (光緒進士)
王永慶（1849年1月5日—？），字安之，號樊橋，一字諳芝（諳茲），四川省重庆府巴縣人，附貢生，民籍。

## 生平
道光二十八年十二月十一日生。光緒十一年乙酉（1885年）會考一等第20名，加捐中書職銜，光緒二十年（1894年），参加光緒甲午科殿試，登進士三甲125名。同年五月，著交吏部掣签分发各省，以知县即用。著有《樊橋詩集》未刊。